# Zabol (Iran)
Zābol (farsi زابل) è il capoluogo dello shahrestān di Zabol, circoscrizione Centrale, nella provincia del Sistan e Baluchistan in Iran. Aveva, nel 2006, una popolazione di 130.642 abitanti. Si trova al confine con l'Afghanistan. Anticamente era chiamata Sistan e Nimruz, prendendo l'attuale nome di Zabol nel 1935.
L'area può contare sull'irrigazione del fiume Hirmand (o Helmand) e del lago Hamun che si trova a sud della città sul confine afgano. Il lago Hamun ha anche delle zone archeologiche. A 60 km da Zabol si trova l'antica città di Shahr-e-Sookhteh (Burnt city)
L'area di Zabol è nota per il suo "vento dei 120 giorni" (bād-e sad-o-bist-roz), una persistente tempesta di polvere che soffia d'estate da nord verso sud.